# Петропавлово (Башкортостан)
Петропавлово (баш. Петропавлов) — село в Кушнаренковском районе Республики Башкортостан Российской Федерации. Входит в состав Старокамышлинского сельсовета. 

## География

### Географическое положение
Расстояние до:
- районного центра (Кушнаренково): 42 км,
- центра сельсовета (Старые Камышлы): 13 км,
- ближайшей ж/д станции (Уфа): 43 км.

## Население
| 2002 | 2009 | 2010 |
| ---- | ---- | ---- |
| 68   | ↘61  | ↘43  |

Национальный состав
Согласно переписи 2002 года, преобладающая национальность — русские (93 %).